# Sidama Coffee
Sidama Coffee este un club de fotbal din orașul etiopian Awasa. Activează în prmul eșalon fotbalistic din această țară.